# Bataklıçiftlik, Düzce
Bataklı Çiftlik là một xã thuộc thành phố Düzce, tỉnh Düzce, Thổ Nhĩ Kỳ. Dân số thời điểm năm 2010 là 223 người.